# Championnats du monde de tir 1939
Navigation
Édition précédente Édition suivante
Les championnats du monde de tir 1939, trente-deuxième édition des championnats du monde de tir, ont eu lieu à Lucerne et Berlin, en Suisse et en Allemagne nazie, en 1939.